# Hanna Bouldwin
Hanna Magdalena Izabella Bouldwin (tidigare Biernacka), född 17 juni 1984 i Gorzów Wielkopolski, Polen, är en svensk före detta basketspelare, numera assisterande coach för Telge Basket.
Bouldwin hade en framgångsrik karriär som spelare. Den startade i Södertälje, där hon slog igenom i Elitserien (senare Damligan) som 14-åring säsongen 1998/1999. Hon gjorde 16 poäng i sin första match i Elitserien och 18 i den andra. När säsongen var över hade hon ett snitt på 15 poäng. Klubben valde säsongen 1999/2000 att med nyskapelsen Telge Energi satsa på ett lag bestående av 15- och 16-åringar. Biernacka, som hon hette då, var bland de främsta i Damligans poängliga, medverkade i ligans All Star-match och spelade i flera svenska landslag. Det blev ytterligare tre säsonger i Telge Energi innan hon gått ut gymnasiet och karriären fortsatte i USA:s collegebasket, först tre år för Louisiana State University därefter två år för Texas Christian Universitys lag Horned Frogs. Efter college återvände hon till Södertälje och vann silver med Telge Energi i Damligan 2008/2009. Hon blev därefter proffs i franska ligan för Arras. Hon återvände till Södertälje for att bli assisterande tränare för Telge Basket året efter.  
Bouldwin är gift med den föra detta amerikanska fotbollsspelaren Maurice Bouldwin.